# Musajid
Musajid (arab. مسيعيد; dawniej Umm Said) – miasto we wschodnim Katarze, nad Zatoką Perską, w prowincji Al-Wakra. Ludność: 92 tys. mieszkańców (2003). Jest głównym ośrodkiem przemysłowym kraju. Znajduje się tam m.in.: rafineria ropy naftowej, huta żelaza, odsalarnia wody morskiej. Ważny port wywozu ropy naftowej i gazu ziemnego w kraju. Stolica byłej prowincji o tej samej nazwie.